# Multiplicador d'electrons

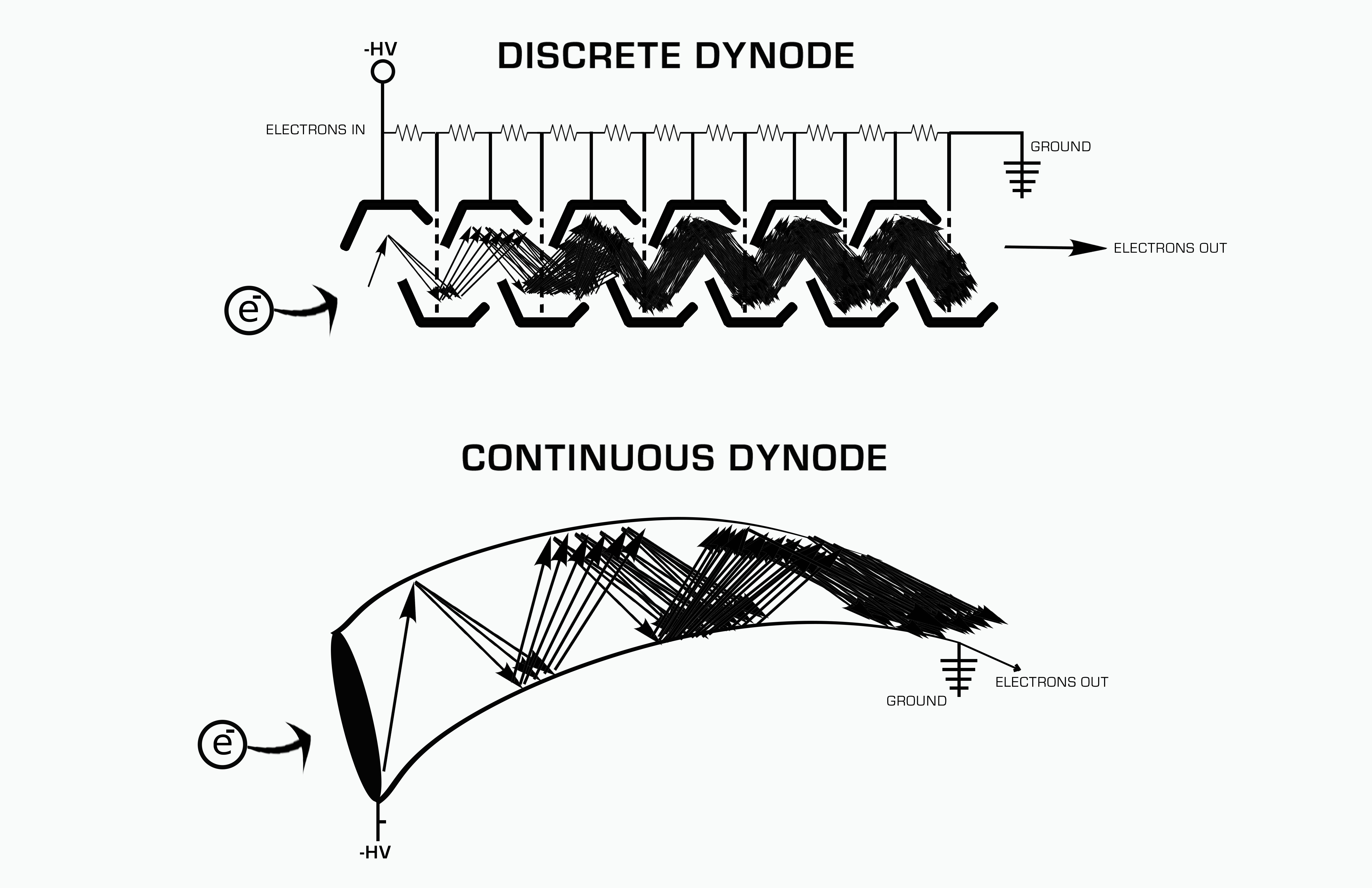
Diferències contrastades entre multiplicadors d'electrons discrets i continus.

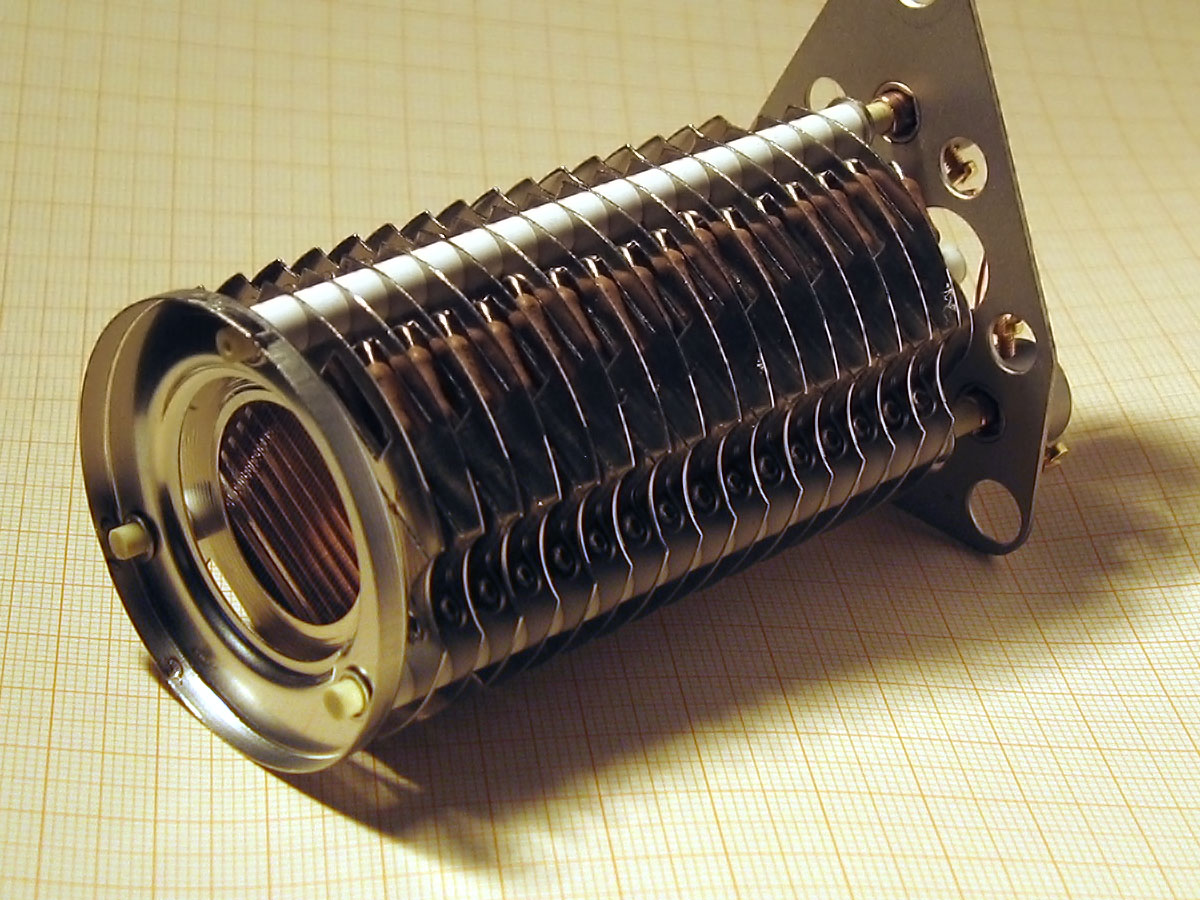
Un multiplicador d'electrons real.

Un multiplicador d'electrons és una estructura de tub de buit que multiplica les càrregues incidents. En un procés anomenat emissió secundària, un sol electró pot, quan es bombardeja sobre material emissiu secundari, induir l'emissió d'aproximadament 1 a 3 electrons. Si s'aplica un potencial elèctric entre aquesta placa metàl·lica i una altra, els electrons emesos s'acceleraran fins a la següent placa metàl·lica i induiran l'emissió secundària de encara més electrons. Això es pot repetir diverses vegades, donant lloc a una gran pluja d'electrons, tots recollits per un ànode metàl·lic, que han estat activats per només un.
El 1930, el físic rus Leonid Aleksandrovitch Kubetsky va proposar un dispositiu que utilitzava fotocàtodes combinats amb dínodes, o emissors d'electrons secundaris, en un sol tub per eliminar electrons secundaris augmentant el potencial elèctric a través del dispositiu. El multiplicador d'electrons pot utilitzar qualsevol nombre de dinodes en total, que utilitzen un coeficient, σ, i van crear un guany de σn on n és el nombre d'emissors.
L'emissió d'electrons secundaris comença quan un electró colpeja un dínode dins d'una cambra de buit i expulsa electrons que cauen en cascada a més dínodes i repeteix el procés una altra vegada. Els dínodes estan configurats de manera que cada vegada que un electró colpeja el següent tindrà un augment d'uns 100 electron Volts més gran que l'últim dínode. Alguns avantatges d'utilitzar això inclouen un temps de resposta en els picosegons, una alta sensibilitat i un guany d'electrons d'uns 108 electrons.

## Aplicacions
En espectrometria de masses, els multiplicadors d'electrons s'utilitzen sovint com a detector d'ions que han estat separats per un analitzador de masses d'algun tipus. Poden ser del tipus de dinodes continus i poden tenir una forma d'embut en forma de banya corba o poden tenir dinodes discrets com en un fotomultiplicador. Els multiplicadors d'electrons de dinodes continus també s'utilitzen a les missions de la NASA i s'acoblen a un espectròmetre de masses per cromatografia de gasos (GC-MS) que permet als científics determinar la quantitat i els tipus de gasos presents a Tità, la lluna més gran de Saturn.
Les plaques de microcanal també s'utilitzen en ulleres de visió nocturna. Quan els electrons arriben als milions de canals, alliberen milers d'electrons secundaris. Després, aquests electrons xoquen contra una pantalla de fòsfor on s'amplifican i es converteixen de nou en llum. La imatge resultant modela l'original i permet una millor visió a la foscor, mentre que només s'utilitza una petita bateria per proporcionar una tensió per a l'MCP.